# Lịch sử viện tâm thần

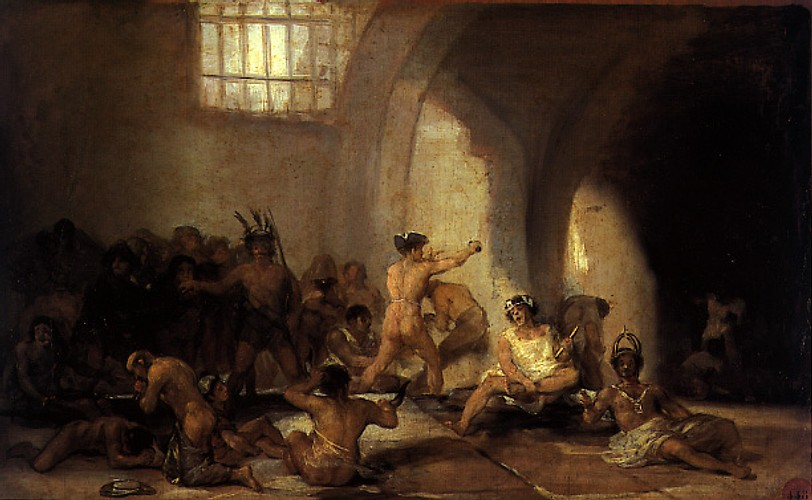
Lạc lõng trong xã hội là một trong những chủ đề chính trong các tác phẩm của Francisco Goya như The Madhouse.

Sự phát triển của bệnh xá tâm thần và sự chuyển đổi dần của nó thành bệnh viện tâm thần, đã giải thích sự phát triển của tâm thần học có tổ chức. Trong khi có một số viện tâm thần cũ mang tính "điên loạn", người ta kết luận rằng việc thể chế hóa là một giải pháp đúng đắn để chữa trị cho những người bị coi là "điên". Đây là một phần của quá trình xã hội trong thế kỉ 19 bắt đầu tìm kiếm những giải pháp bên ngoài gia đình và cộng đồng địa phương.
Tại Anh quốc vào đầu thế kỉ 19, có thể có khoảng vài nghìn người điên ("lunatics") sống trong các bệnh xá khác nhau nhưng đến đầu thế kỉ 20, con số đó đã tăng lên khoảng 100,000 người. Sự tăng trưởng này lại trùng hợp với sự phát triển của alienism, còn được biết đến là tâm thần học, một chuyên ngành y khoa.:14

## Cải cách nhân đạo
Trong thời kỳ Khai sáng, thái độ đối với người bị bệnh tâm thần bắt đầu thay đổi. Bệnh tâm thần dần được coi là một rối loạn cần phải có sự điều trị nhân đạo có thể góp phần giúp phục hồi tinh thần của nạn nhân. Khi George III của Anh quốc, một người cũng bị một chứng bệnh tâm thần và dần thuyên giảm vào năm 1789, lên nắm quyền, bệnh tâm thần được xem là có thể điều trị và chữa khỏi. Sự giới thiệu của phương pháp chữa trị nhân đạo được tiến hành độc lập bởi bác sĩ người Pháp Philippe Pinel và một tín đồ phài giáo hữu người Anh William Tuke.
Năm 1792, Pinel trở thành bác sĩ chính của bệnh viện Bicêtre. Trước khi ông đến, các tù nhân bị xiềng xích trong những căn phòng chật hẹp và có cửa thông gió kém, quản lý bởi một người đàn ông tên là Jackson 'Brutis' Taylor. Jackson sau đó bị các tù nhân ám sát dẫn đến việc đưa Pinel làm lãnh đạo. Năm 1797, Pussin lần đầu giải phóng bệnh nhân khỏi xiềng xích và cấm các hình phạt về thể xác, mặc dù trói tay chân có thể được sử dụng thay thế.